# Khartoum (film, 2025)
Pour les articles homonymes, voir Khartoum et Khartoum (homonymie).
Ne doit pas être confondu avec Khartoum (film, 1966).
Pour plus de détails, voir Fiche technique et Distribution.
Khartoum est un film documentaire coproduit par le Soudan, le Royaume-Uni, l'Allemagne et le Qatar sorti en 2025. Le film est réalisé par Anas Saeed, Rawia Alhag, Ibrahim Snoopy Ahmad et Timeea Mohamed Ahmed, avec comme directeur créatif et scénariste Philip Cox.
Le film fait revivre la survie et la quête de liberté à travers les rêves, la rébellion et les conflits civils de cinq habitants de Khartoum, contraints de fuir le Soudan pour l'Afrique de l'Est en raison du début du conflit.
Il est présenté au Festival du film de Sundance le 27 janvier 2025, où il est inscrit en compétition dans la section des documentaires mondiaux,. Il est également présenté dans la section Panorama du 75e Festival international du film de Berlin en février 2025, après sa première à Sundance.

## Sujet
Cinq citoyens de Khartoum, au Soudan, partagent leurs histoires sur les troubles civils et le coup d'État militaire qui a conduit à leur fuite vers l'Afrique de l'Est.

## Fiche technique
- Titre original :  Khartoum
- Réalisation : Anas Saeed, Rawia Alhag, Ibrahim Snoopy Ahmad, Timeea Mohamed Ahmed
- Scénario : Philip Cox
- Photographie :
- Montage : Yousef Hayyan Jubeh
- Musique : James Preston
- Production :
- Sociétés de production :
- Pays de production : Soudan, Royaume-Uni, Allemagne, Qatar
- Langue originale : arabe, anglais
- Format : couleur
- Genre : documentaire
- Durée : 80 minutes
- Dates de sortie[5] :
  - États-Unis : 27 janvier 2025 (festival du film de Sundance)

## Distribution
- Jawad
- Khadmallah
- Lokain
- Majdi
- Wilson

## Production
Le film est réalisé par quatre cinéastes soudanais, Anas Saeed, Rawia Alhag, Ibrahim Snoopy et Timeea M. Ahmed avec le directeur créatif et scénariste Phil Cox. Il est produit par Native Voice Films et Sudan Film Factory en association avec BBC Storyville, Ayin Network, Gisa Productions et Light Echo Pictures. Le film est financé par BBC Storyville, Doha Film Institute, Qumra, IDFA Bertha Fund, Berlinale World Cinema Fund, Arab Fund for Arts and Culture, Aflamuna Impact Fund et DocuBox.
Le tournage du film, centré sur la vie et les rêves de cinq citoyens très différents de Khartoum, commence en 2022. Peu de temps après, une guerre éclate entre l'armée et la milice des Forces de soutien rapide (RSF). Elle entraîne le déplacement de plus de dix millions de personnes, y compris les cinéastes et les sujets du film.

## Sortie
Khartoum, après sa première internationale au Festival du film de Sundance 2025 le 27 janvier 2025 dans la Compétition des documentaires mondiaux, a sa première européenne dans la section Panorama du 75e Festival international du film de Berlin qui se tient du 13 au 23 février 2025,.

## Distinctions
|                                          | Date            | Catégorie                                                      |          | Résultat   | Réf.   |
| ---------------------------------------- | --------------- | -------------------------------------------------------------- | -------- | ---------- | ------ |
| Festival du film de Sundance             | 2 février 2025  | Grand Prix du Jury                                             | Khartoum | En attente | [ 10 ] |
| Festival international du film de Berlin | 23 février 2025 | Section « Panorama » : Prix du public du meilleur long métrage | Khartoum | En attente | [ 11 ] |